# Vallone delle Ripe, Torrente Malta e Monte Giano
Vallone delle Ripe, Torrente Malta e Monte Giano este o arie protejată (sit de importanță comunitară — SCI, arie de protecție specială avifaunistică — SPA) din Italia întinsă pe o suprafață de 344 ha, integral pe uscat.

## Localizare
Centrul sitului Vallone delle Ripe, Torrente Malta e Monte Giano este situat la coordonatele 40°39′22″N 15°16′44″E / 40.6561°N 15.279°E.

## Înființare
Situl Vallone delle Ripe, Torrente Malta e Monte Giano a fost declarat arie de protecție specială avifaunistică în mai 2020 pentru a proteja 27 de specii de animale. Situl a fost protejat și ca sit de importanță comunitară în decembrie 2020.

## Biodiversitate
Situată în ecoregiunea mediteraneană, aria protejată conține 9 habitate naturale: Pante stâncoase calcaroase cu vegetație casmofită, Pajiști uscate din regiunea submediteraneeană estică (Scorzoneratalia villosae), Păduri de Quercus ilex și Quercus rotundifolia, Păduri aluvionare cu Alnus glutinosa și Fraxinus excelsior (Alno-Padion, Alnion incanae, Salicion albae), Păduri panonice-balcanice de stejar turcesc - stejar sesil, Păduri de stejar alb estice, Păduri pe pante, grohotișuri și ravene de Tilio-Acerion, Pajiști uscate seminaturale și facies de acoperire cu tufișuri pe substraturi calcaroase (Festuco-Brometalia) (* situri importante pentru orhidee), Galerii de Salix alba și de Populus alba.
La baza desemnării sitului se află mai multe specii protejate:
- păsări (23): cucuvea (Athene noctua), buha (Bubo bubo), șorecarul comun (Buteo buteo), sticlete (Carduelis carduelis), Cettia cetti, florinte (Chloris chloris), barză neagră (Ciconia nigra), porumbel gulerat (Columba palumbus), corb (Corvus corax), cioară neagră (Corvus corone), Corvus monedula, cuc (Cuculus canorus), ciocănitoare pestriță mare (Dendrocopos major), Dryobates minor, șoim călător (Falco peregrinus), vânturel roșu (Falco tinnunculus), sfrâncioc roșiatic (Lanius collurio), ciocârlie de pădure (Lullula arborea), gaia roșie (Milvus milvus), silvie cu cap negru (Sylvia atricapilla), silvie mediteraneană (Sylvia melanocephala), mierlă (Turdus merula), sturzul de vâsc (Turdus viscivorus)
- amfibieni (2): Bombina pachypus, Salamandrina terdigitata
- mamifere (1): lupul (Canis lupus)
- reptile (1): șarpele cu patru dungi (Elaphe quatuorlineata)

Pe lângă speciile protejate, pe teritoriul sitului au mai fost identificate 4 specii de plante, 1 specie de păsări, 1 specie de amfibieni, 2 specii de mamifere, 4 specii de reptile.